# Liste des plus grandes structures cosmiques

Liste des plus grandes superstructures connues de l'univers.

| Structure                              | Dimension maximale (en années-lumière) | Distance (en années-lumière) | Année de découverte | Commentaires |
| -------------------------------------- | -------------------------------------- | ---------------------------- | ------------------- | ------------ |
| Grand Mur d'Hercule-Couronne boréale   | 10 000 000 000                         | 10 000 000 000               | 2013                |              |
| Anneau de sursauts de rayons gamma,    | 5 600 000 000                          | 9 100 000 000                | 2015                |              |
| Huge-LQG,                              | 4 040 000 000                          | 9 000 000 000                | 2013                |              |
| Arc géant,                             | 3 300 000 000                          | 9 200 000 000                | 2021                |              |
| Grand Mur de Sloan                     | 1 380 000 000                          | 1 000 000 000                | 2003                |              |
| Grand anneau,                          | 1 300 000 000                          | 9 200 000 000                | 2024                |              |
| Complexe de superamas Poissons-Baleine | 1 000 000 000                          | -                            | 1987                |              |
| Grand Mur CfA2                         | 500 000 000                            | 200 000 000                  | 1989                |              |